# Hieronyma reticulata
Hieronyma reticulata är en emblikaväxtart som beskrevs av Nathaniel Lord Britton och Rothdauscher. Hieronyma reticulata ingår i släktet Hieronyma och familjen emblikaväxter.
Artens utbredningsområde är Bolivia. Inga underarter finns listade i Catalogue of Life.